# Socha svatého Floriána (Koloděje)
Socha svatého Floriána v Kolodějích v Praze se nachází u domu Panská zahrada čp. 424/1, poblíž křižovatky ulic Podzámecká a U Floriána. Je chráněna jako nemovitá kulturní památka České republiky.

## Historie
Socha svatého Floriána pochází z 1. poloviny 18. století.

## Popis
Socha byla zhotovena v životní velikosti. Stojí na hranolovém soklu, který je zdobený omítkovými zrcadly a ukončený profilovanou římsou. Světec má oděv římského vojína. U levé nohy má hořící dům. Plastika je otlučená, omítka soklu poškozená, ruce s vědrem chybí.